# Ramses hämnd
Ramses hämnd är en detektivroman skriven av Jan Mårtenson. Den utgavs 1991 på Wahlström & Widstrands förlag.
I denna bok blir Johan Kristian Homan uppsökt av en dotter till en avliden arkeolog som letat oupptäckta gravar i Egypten. Hon tror att han föll offer för Ramses II:s förbannelse, eftersom han var Ramses grav på spåren.